# Svenska kyrkans historia
Svenska kyrkans historia räknar sin bakgrund till kristnandet av Sverige under medeltiden. Den svenska kyrkan lagstadgades och betecknades som evangelisk-luthersk statskyrka i Sverige vid Uppsala möte 1593 under riksföreståndare hertig Karl. Reformationen fullbordades slutligen efter dennes avsättningskrig mot Sigismund. Namnet Svenska kyrkan kodifierades genom dissenterlagstiftningen på 1800-talet.

## Från 800-talet till reformationen

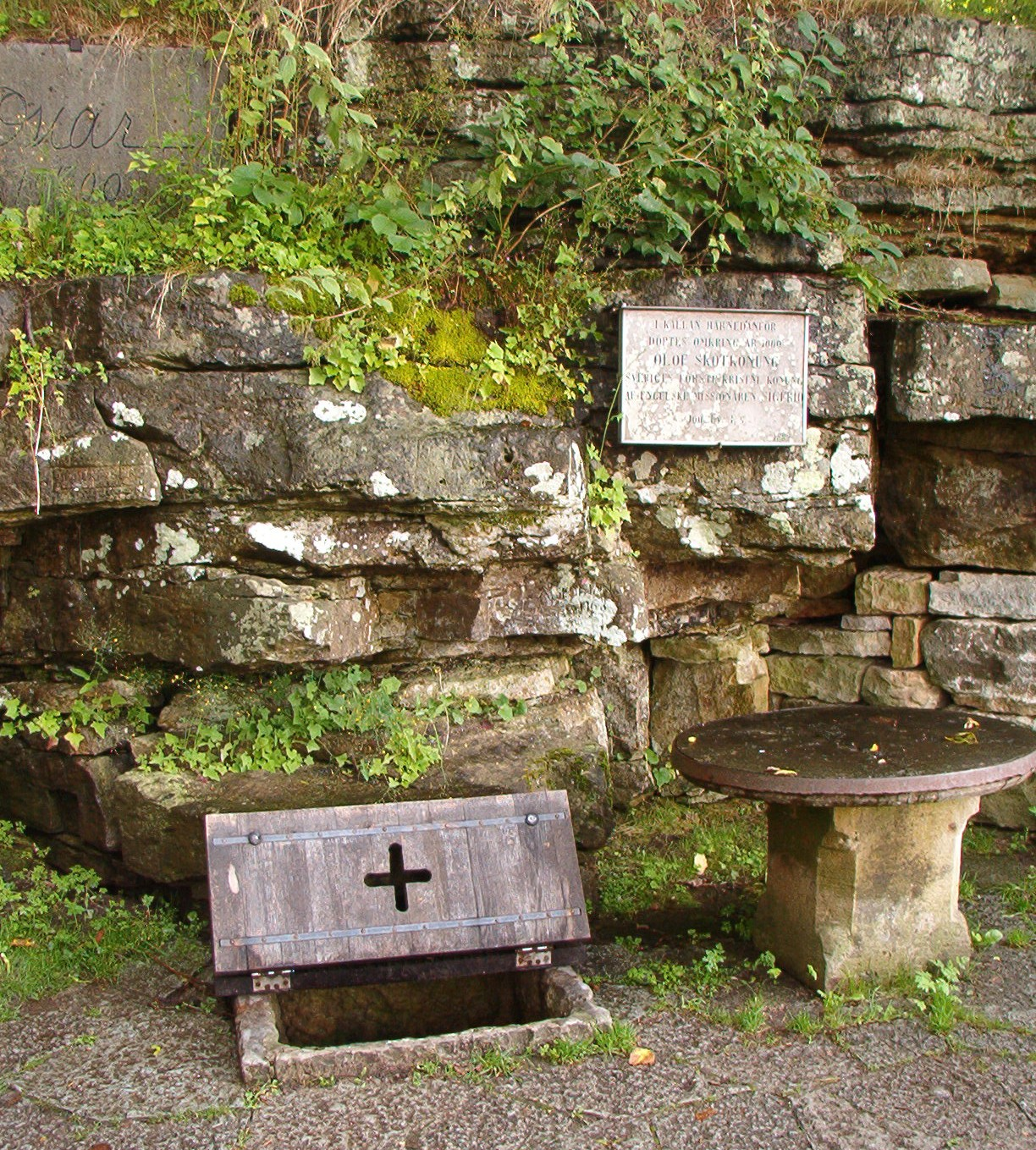
S:t Sigfrids källa vid Husaby kyrka, dit många åker i tron att det var platsen för Olof Skötkonungs dop.

Kristendomen infördes i Sverige i dess katolska form från 800-tal till sent 1000-tal av människor som kommit i kontakt med kristendomen i andra länder. Det skedde både genom handel och genom att kristna tagits till Sverige som trälar. Redan tidigare hade dock katolska missionärer från Tyskland och England verkat i landet. Ansgar, som ibland kallas ”Nordens apostel”, kom till Birka omkring 830 och grundade vad man anser vara den första kristna församlingen i Sverige. Fynd av en kristen gravplats i området kring Varnhems klosterkyrka från 800-talet tyder dock på att kristendomen kan ha kommit tidigare till Sverige.
Det första tydliga tecknet på att kristendomen fått fotfäste i större skala är Olof Skötkonungs dop, omkring år 1008. Den förste omnämnde biskopen i Sverige var Thurgot i Husaby som dog omkring år 1030. Enligt Adam av Bremen fick Olof Skötkonung vid tinget i Uppsala ett ultimatum, att respektera den gamla tron och blotandet vid templet i Uppsala mot att han valde ett landskap som fick bli kristet; han valde Västergötland och i samarbete med ärkestiftet Hamburg-Bremen, som var ansvarigt ärkebiskopssäte för missionen i Norden, bildades Skara stift, vilkets första biskop vigdes 1014.
I ett påvligt dokument från 1120 nämns Skara, ”Liunga kaupinga” (Linköping), "Tuna" (Eskilstuna), Strängnäs, Sigtuna och ”Arosa” (Västerås eller möjligen Östra Aros, det vill säga Uppsala) som biskopssäten. Senare under 1100-talet omnämns även Växjö och Åbo stift; dessutom flyttar Sigtuna till Uppsala. Stiften var från och med 1104 underställda ärkestiftet i Lund som då var danskt. Det dröjde till 1164 innan Sverige fick en egen kyrkoprovins med ärkebiskop i Uppsala; Uppsala kyrkoprovins var dock fortfarande formellt underställd Lund och förblev så fram till reformationen. Någon praktisk betydelse hade detta dock inte mot slutet av medeltiden.
Under 1100- och 1200-talen etablerade sig flera olika klosterordnar i Sverige: Alvastra, Nydala och Varnhems kloster grundades av cistercienserna medan dominikaner och franciskaner öppnade konvent i bland annat Visby och Skara.
Den katolska kyrkans viktigaste person i Sverige under 1300-talet var utan tvekan heliga Birgitta. Hennes uppenbarelser fick stor betydelse över hela Europa, både andligt och politiskt. Hon lyckades med tiden utverka tillstånd av påven att grunda Den helige Frälsarens orden, vilket ledde till klosterbygge i Vadstena efter hennes död.

## Reformationen
Vid riksdagen i Västerås 1527 gavs kungen makt att dra in kyrkliga egendomar, och reformkatolska ideal möjliggjorde även lutherska teologers verksamhet.
Den ledande teologen bland reformatorerna i Sverige blev Olaus Petri, predikant i Storkyrkan i Stockholm. Redan år 1525 tog han steget att gifta sig. Tillsammans med en rad okända översättare skapade Laurentius Andreæ och Olaus Petri en svensk bibeltext som vilade på Luthers tyska och Erasmus av Rotterdams latinska bibelöversättning. År 1526 utgavs Nya testamentet på svenska, och 1529 en svenskspråkig kyrkohandbok med gudstjänstordningar för dop, vigselgudstjänst, kyrktagning, de sjukas smörjelse, begravningsgudstjänst och bikt av dödsdömda. 1531 publicerade han Den svenska mässan. 
Relationen till kyrkan i Rom skakades år 1530 då Gustav Vasa utsåg Laurentius Petri (Olaus yngre bror) till ärkebiskop av Uppsala utan påvlig bekräftelse. Laurentius Petri biskopsvigdes av en tidigare biskop, något som inte skedde i Danmark. (Frågan om apostolisk succession är omdebatterad, och har senare kommit att betyda mycket för relationen med anglikanerna i Borgågemenskapen.) Kyrkan i Sverige bröt definitivt med påven när den kanoniska rätten avskaffades vid ett kyrkomöte i Uppsala 1536. Den befintliga kyrkoprovinsen, med dess stift och församlingar, omvandlades till ett självständigt trossamfund, vars kyrkobyggnader och egendomar förblev i stiftens och församlingarnas ägo.
Fram till 1535 kan Gustav Vasas kyrkopolitik karaktäriseras som reformkatolsk. Mellan 1539 och 1543 orienterade han sig mot de tyska kyrkornas mönster, bland annat under inflytande av Conrad von Pyhy, och bröderna Petri föll i onåd. Olaus Petri dömdes till döden 1540, men benådades. Från och med 1544 gynnade kungen åter en av bröderna Petri präglad inhemsk utveckling. Gustav Vasas privata teologiska hemmahörighet har av Carl-Gustaf Andrén karaktäriserats som ”bibliskt förankrad lekmannafromhet” snarare än luthersk, och under hans regeringstid behöll Svenska kyrkan en stor bredd bland prästerskapet. Hans söner skulle orientera sig i riktningar som kyrkan i längden inte skulle acceptera.
På kontinenten fick kalvinismen inflytande på 1560-talet, vilket bland annat påverkade kung Erik XIV och hans yngre bror hertig Karl, men denna avvisades av Svenska kyrkan vid ett kyrkomöte som hölls i Stockholm 1565. En inhemsk bekännelseskrift och kyrkoordning sammanställdes av Laurentius Petri 1571 och antogs vid ett kyrkomöte i Uppsala 1572: Den Svenska Kyrkoordningen.
Erik XIV:s bror kung Johan III föredrog reformkatolicismen, och försökte därför erhålla påvens tillåtelse att den Svenska kyrkan vid en eventuell återförening skulle kunna behålla gifta präster, gudstjänst på folkspråket, kommunion under båda gestalterna, samt en teologi baserad på kyrkofäderna snarare än på Tridentinska mötet. Dessa förhandlingar strandade. Däremot genomdrev Johan III ett tillägg till Den Svenska Kyrkoordningen, den så kallade Nova Ordinantia 1575 och en ny gudstjänstordning, den så kallade Röda boken 1576. I hertig Karls hertigdöme (Mariestads superintendentur) kom dessa böcker inte i bruk, och prästerskapet i hans landskap tog intryck av lutheranerna i norra Tyskland. Vid Uppsala möte 1593 antogs Augsburgska bekännelsen som rikets lära, och man beslutade sig för att återgå till Den Svenska Kyrkoordningen. De tre trosbekännelserna från den tidiga kyrkan behölls. Svenska kyrkan blev så ett evangelisk-lutherskt trossamfund. Det katolska prästerskapet tvingades konvertera eller lämna landet.
Under 1600-talet präglades Svenska kyrkan av luthersk ortodoxi, och från och med 1680-talet allt starkare band till statsmakten. Diakonvigningar föll ur bruk på 1660-talet, och samtidigt föll biskopens konfirmation av katekesungdomen ur bruk. Till bekännelseskrifterna lade man Martin Luthers lilla katekes och senare även Konkordieboken. 1686 års kyrkolag bestämde kyrkans verksamhet till 1993.

## Väckelserörelserna och förändrad roll
Under 1600-talets senare hälft, 1700-talet och tidigt 1800-tal nådde flera väckelser Sverige. Först pietismen i olika former, som nådde Sverige under 1600-talets senare hälft. Senare herrnhutismen (Evangeliska brödraförsamlingen har funnits i Stockholm sedan 1744). Väckelserörelserna gav upphov till inomkyrkliga lågkyrkliga rörelser såsom Læstadianismen 1844, den nyevangeliskt inriktade Evangeliska fosterlandsstiftelsen (EFS) 1856, folkkyrkodrivande ungkyrkorörelsen 1901 och den mer sentida karismatiskt inriktade Oasrörelsen 1989.

### Religionsfrihet
Emellertid ledde inte sällan väckelserna till konflikter med de lutherskt ortodoxa och enhetssamhället, varpå konventikelplakatet infördes 1726. En konsekvens av detta blev att radikalpietister och utländska missionärer, bland annat för metodismen (som börjat nå Sverige 1830), utvisades ur landet. Stugmöten utan prästs medverkan förbjöds, med undantag för 1800-talets byabön ledd av bonde som var bönpräst i nykolonialiserad norrländsk glesbygd. Många norrländska bönpräster blev sedermera lekmannapredikanter eller ordförande i EFS-föreningar, och byabönen fick betydelse för norrländsk väckelse. Under 1800-talet började det lutherska enhetssamhällets dominans att brytas sönder. Bildandet av frikyrkoförsamlingar tog sin början 1848 då Sveriges första baptistförsamling grundades. Baptister kunde förlora sin anställning, det förekom stenkastning vid de första baptistiska dopförrättningarna och baptisternas barn tvångsdöptes ibland av Svenska kyrkan. Konventikelplakatets avskaffande 1858 ledde till mildrad religionslagstiftning och möjlighet för svenska medborgare att tillhöra andra trossamfund än Svenska kyrkan, något som tidigare varit möjligt enbart för utlänningar under Gustav III. Det dröjde sedan ända till 1951, då Lagen om religionsfrihet infördes, innan man kunde gå ur Svenska kyrkan utan att gå med i ett annat religiöst samfund som var godkänt av staten. Svenska kyrkan förlorade folkbokföringsuppdraget 1991 och dopet blev medlemsgrundande 1996.

### Folkkyrkan
Detta mönster av sönderbrytning inom Svenska kyrkan utmanades under 1800-talets slut och 1900-talets början av olika folkkyrkoteologier. Olof Holmström, vars folkkyrkoprogram låg till grund för bland annat verksamheten i Allmänna svenska prästföreningen och Svenska kyrkans diakonistyrelse, fick ett omfattande inflytande inom församlingsrörelsen. I Svenska kyrkan fick sådana tankar bred uppslutning bland såväl lekfolket som prästerskapet. I relation till församlingsrörelsen står den senare uppkomna ungkyrkorörelsen. Denna drevs av förgrundsgestalterna ärkebiskop Nathan Söderblom, biskop Einar Billing, biskop J.A. Eklund och Uppsalastudenten Manfred Björkquist. Rörelsen kom som gensvar på frikyrkliga väckelserörelsers uppkomst, samt socialdemokratins krav att avskaffa statskyrkan, vilken senare grundades på den sekulära övertygelsen att religion var en privatsak. Ungkyrkorörelsen ämnade att ena det svenska folket under en och samma folkkyrka med mottot ”Sveriges folk – ett Guds folk” och med signaturpsalmen "Fädernas kyrka": en öppen kyrka som rymde alla och på så vis kunde skapa en gemenskap över samhällsgränserna. Den genomförde bland annat "studentkorståg" 1909–1911 runtom i Sverige och var starkt betingad i Uppsala Kristliga Studentförbund som grundades 1901. Ungkyrkorörelsen bidrog till ett nytt framtidshopp för kyrkan. Senare forskning har mot bakgrund av kontinuitetsperspektivet med församlingsrörelsen ifrågasatt ungkyrkorörelsens och särskilt studentkorstågens inflytande. Folkkyrkotanken blev sedermera den värdegrund som Svenska kyrkan antog.

### Högkyrklighet
Högkyrkliga rörelser i olika former har traditionellt varit starka inom Svenska kyrkan, jämfört med andra lutherska samfund. Medan det är inkorrekt att sätta likhetstecken mellan högkyrklighet och Oxfordrörelsen eller Kyrklig förnyelse så är även dessa sammanhang onekligen delar av högkyrkligheten. Grunden för detta är att såväl gammalkyrkligheten och den svenskkyrkliga grenen av Luthersk ortodoxi har kallats för luthersk högkyrklighet. Den nya högkyrkligheten, även kallad nylutheranism ("Lundahögkyrklighet"), uppstod i Lund omkring Anton Niklas Sundberg, Ebbe Gustav Bring och Wilhelm Flensburg. Dessa satte kyrkan i förgrunden för frälsningen, framför tron och Ordet. Samma rörelse förekom i Tyskland runt Vilmar, Löhe och Kliefoth. De båda sistnämnda är idag stora inspirationskällor för den amerikanska Missourisynoden bland annat i deras förståelse av ämbetet.
Uddo Lechard Ullmans arbete med den nya kyrkohandboken 1894 blev viktigt för den liturgiska förnyelsen. 
Ungkyrkorörelsen, som framför allt blomstrade under 1910-talet, splittrades under mellankrigstiden i folkkyrklighet och ett nyare slags högkyrklighet. Från ungkyrkorörelsen tog båda rörelserna emellertid med sig element av nationalromantik, som i högkyrkliga miljöer tog sig uttryck i samhörighetskänsla med bland annat S:t Ansgar och heliga Birgitta. Under mellankrigstiden gjorde nya rön inom akademisk bibelvetenskap och den ekumeniska dialogen inom Faith and Order-kommittén att en ny syn på kyrkan som synlig gemenskap – den nya kyrkosynen – växte fram i Svenska kyrkan, främst inom högkyrkliga miljöer. Svenska kyrkan trädde i interkommunion med Engelska kyrkan 1922, vilket ledde till teologisk stimulans mellan de båda trossamfunden, inte minst i högkyrkliga miljöer. Liksom det fanns mer än ett slags folkkyrklighet, fanns och finns mer än ett slags högkyrklighet.
Genom högkyrkligheten har Svenska kyrkan återinfört symboler i kyrkorummet som försvann under 1800-talet, som ljus på altaret, liturgiska kläder, processioner och större hänsyn till kyrkoåret. I högkyrkligheten startade också den "nattvardsväckelse" som uppstått i Svenska kyrkan under 1900-talet. Banbrytare här var kyrkoherden teol. dr. Gunnar Rosendal (kallad Fader Gunnar) i Osby genom sina böcker om Kyrklig förnyelse. Hans praxis och hans bok om nattvarden (Vår Herres Jesu Kristi lekamens och blods sakrament) fick tillsammans med ärkebiskop Yngve Brilioths bok om nattvarden (Nattvarden i evangeliskt gudstjänstliv) mycket stort inflytande på utvecklingen. Högkyrklighetens historia rymmer dessutom många framträdande kvinnor, såsom Mary von Rosen, syster Marianne, Anna Greek och Berit Simonsson.
Den svenskkyrkliga högkyrkligheten har under andra halvan av 1900-talet utvecklats i flera riktningar. Dels en som betonar samhörigheten med den romersk-katolska kyrkan, dels en som behållit den ursprungliga bekännelsetrogna linjen som bland andra Gustaf Adolf Danell och Gunnar Rosendal företrädde. Vilken av dessa riktningar som är "den äkta högkyrkligheten" i Sverige är inte möjligt att säga. Därmed kan inte företrädare eller uttryck för den ena eller andra riktningen betraktas som normativ för "högkyrklighet".
Det tidvis upphettade debattklimatet grumlade det faktum att den högkyrkliga så kallade "nya kyrkosynen" hade genomslag även utanför de kretsar som själva betraktade sig (eller av sina kritiker betraktades) som "högkyrkliga". Till den nya kyrkosynens vidare kretsar hörde bland andra Yngve Brilioth, Gustaf Aulén, Margit Sahlin, Olov Hartman, Bertil Werkström, Krister Stendahl och Birger Gerhardsson.
Inom den organiserade, självbetecknade högkyrkligheten inom Svenska kyrkan kan regionala skillnader urskiljas. Medan sydsvensk högkyrklighet, i synnerhet efter Kyrkornas Världsråds möte i Uppsala 1968, präglats av starkt engagemang för internationell diakoni, pastoralteologisk reflektion och vänsterorienterade värderingar i samhällsfrågor, har mellansvensk högkyrklighet präglats av en medeltidsromantisk syn på gudstjänstliv och högerorienterade värderingar i samhällsfrågor. Några delar av högkyrkligheten har varit konservativa, men den nutida högkyrkliga organisationen Affirming Catholicism Sverige bejakar uttryckligen ordination av kvinnor och samkönade vigslar.
Viktiga personer inom svenskkyrklig högkyrklighet är Bertil Gärtner, Bo Giertz, Bo Brander , Albert Lysander, Dag Sandahl, Syster Marianne, Gunnar Rosendal och Gustaf Adolf Danell.

## 2000-talet
Sedan relationerna mellan kyrka och stat ändrades den 1 januari 2000 är kyrkan relativt fristående från svenska staten. Dock kvarstår en särskild Lag om Svenska kyrkan som bland annat reglerar att den ska vara evangelisk-luthersk, rikstäckande och demokratisk. Ungefär hälften av de nomineringsgrupper som ställer upp kandidaterna i de kyrkliga allmänna valen sammanfaller med eller står de vanliga politiska partierna mycket nära.
Störst skillnad åstadkom de ändrade relationerna på lokalplanet: Kyrkoförsamlingen, socknen, var länge den enda lokala samhälleliga organisationen. Först 1864 delades församlingen i två delar, en borgerlig kommun och en kyrklig kommun. Att församlingarna fick ställning som kommun kom att innebära betydande begränsningar för vad de tilläts göra. Detta märktes tydligast inom vård, skola och omsorg. Relationsförändringen år 2000 innebar att församlingarna upphörde att vara kommuner; därmed försvann också de tidigare restriktionerna.
En annan utveckling sedan millennieskiftet är att församlingarna har slagits samman till långt större enheter än förut. Sammanslagningen beror på kyrkans sjunkande medlemstal. Minskade intäkter och få kyrkligt aktiva gör att små församlingar inte längre kan upprätthålla sin verksamhet.

### Välsignelse av enkönade parförhållanden
Den 27 oktober 2005 beslutade Kyrkomötet att välsignelsehandling för registrerat partnerskap skulle utarbetas för Svenska kyrkan, som en av de första kyrkorna i världen. Beslutet ledde till att 864 präster skrev på ett upprop där de deklarerade att de på grund av sina löften om trohet mot Bibeln (som de avgav vid sin prästvigning) helt tar avstånd från den beslutade ordningen. Då kyrkan hade närmare 4 500 präster, utgjorde dessa omkring tjugo procent av prästerskapet. Tidningen Aftonbladet kallade det ett öppet uppror och ärkebiskopens kaplan Mikael Persson ansåg att uppropet var historiskt, då sådana demonstrationer inte förekommit tidigare.
En annan följd av kyrkomötets beslut blev att Rysk-ortodoxa kyrkan i december 2005 bröt alla relationer med Svenska kyrkan.   "Vi har med stor besvikelse och sorg mottagit beskedet att Svenska kyrkan inte emotsätter sig homosexuella äktenskap utan till och med har etablerat en officiell välsignelse-ceremoni" löd ett uttalande från den Rysk-ortodoxa kyrkans heliga synod. 
Ordning för välsignelsen fastställdes den 6 december 2006 av Kyrkostyrelsen. Den 16 mars 2007 ställde sig dessutom företrädare för Svenska kyrkan positiva till att partnerskap skulle få ingås i kyrkan, med förbehållet att man inte ville kalla enkönade partnerskap för ”äktenskap”. Den 15 januari 2009 skickade kyrkostyrelsen ut ett förslag om ordning för ingående av äktenskap för par av samma kön på remiss.
Efter remissrundan beslutade Kyrkostyrelsen den 12 juni 2009 att sända en skrivelse till kyrkomötet där det föreslogs att Svenska kyrkan skulle behålla sin vigselrätt, samt att ändringar i vigselordningen skulle göras för att denna även skulle passa samkönade par som ingår äktenskap. Denna skrivelse gjordes i ljuset av den lagändring som trädde i kraft den 1 maj 2009, och som innebar att även samkönade par kan ingå äktenskap i Sverige. Den 26 augusti samma år offentliggjordes ett yttrande från Svenska kyrkans läronämnd, där det fastslogs att det inte finns några läromässiga hinder för att införa en ordning för ingående av äktenskap för par av samma kön i Svenska kyrkan.
Införandet av välsignelse av registrerat partnerskap och kyrklig vigsel för enkönade parrelationer har varit kontroversiella frågor. Nio av fjorton biskopar ansåg därför att kyrkan borde avsäga sig vigselrätten hellre än att tvinga alla präster att viga enkönade par. Svenska Evangeliska Alliansens generalsekreterare Stefan Gustavsson menade att kyrkan svängde i äktenskapsfrågan när riksdagen gick in för könsneutrala äktenskap och hävdade att kyrkans beslut om enkönade vigslar är ett tecken på att den blivit ett eko av samhället, utan egen inre kompass, och att dess avsaknad av självkänsla som kristen kyrka åter nått nya höjder. Han ansåg också att ärkebiskopens tillfredsställelse över att göra ett ”teologiskt pionjärarbete” står i motsats till kristendomens ideal att följa ett spår som någon annan har dragit upp före oss, att följa Jesus: ”Den som går sin egen väg är inte längre kristen.” Svenska kyrkans inställning i HBT-frågor har dessutom fått menliga ekumeniska konsekvenser.

### Vigsel av enkönade par
Den 22 oktober 2009 beslutade Kyrkomötet att Svenska kyrkan ska ändra Kyrkoordningen avseende vigseln av par av samma kön, och därigenom tillåta enkönade äktenskap. Därmed blev Svenska kyrkan en av de första kyrkorna i världen att avvika från den traditionella heterosexuella vigseln. Beslutet fattades efter omröstning där 176 ledamöter röstade för, 63 emot och där 11 ledamöter lade ner sin röst. Enligt ärkebiskopen skulle dock inga präster tvingas viga enkönade par.
Svenska kyrkans motivering till ändringen är bland annat att ”vi som kristna människor i alla tider har ett ansvar att tänka själva utifrån det vi tror är gott för kärlek, trohet och rättvisa”, en slutsats ärkebiskopen Anders Wejryd drar utifrån bibelordet ”Du ska älska din nästa som dig själv”.
Wejryd kallade beslutet ett ”teologiskt pionjärarbete”. Svenska Evangeliska Alliansens ordförande Stefan Gustavsson svarade att det är just det som är problemet, eftersom ”kristen tro inte handlar om att bryta ny mark, utan om att följa ett spår som någon annan har dragit upp före oss.”
Yngve Kalin gjorde på Kyrklig samlings vägnar ett uttalande där han fastslog att Svenska kyrkan genom beslutet anpassar sin lära efter majoritetsuppfattningen i riksdagen, vilket han ansåg var en följd av dess politisering. Han ansåg att det var förödande att kyrkan skär av sina rötter och godtyckligt använder eller förkastar bibelord för att legitimera majoritetsbeslut, och frågade sig om Svenska kyrkan längre är ett användbart redskap för Gud. Beslutet fördömdes också som ohörsamhet mot Bibeln och följsamhet gentemot politiker av representanter för olika samfund, såsom pingströrelsen, Evangeliska frikyrkan, Katolska kyrkan och Ortodoxa kyrkan. Från Svenska missionskyrkan sade man att man respekterar andra kyrkors fattade beslut. Anglikanska kyrkan varnade tidigare Svenska kyrkan för att införa vigsel av enkönade par, och uttryckte att en sådan fundamental ändring av den kristna äktenskapsläran skulle kunna orsaka splittring, och försvåra vidare samarbeten.
Beslutet mötte positiv kritik hos bland andra EKHO (Ekumeniska grupperna för kristna HBT-personer) där de ansåg att ”beslutet visar att Svenska kyrkan är en öppen folkkyrka, och att man tar kärlek mellan människor av samma kön på allvar.”.
En undersökning som nyhetsprogrammet Rapport gjorde 2009 bland 2800 präster visade att 68 procent kunde tänka sig att viga par av samma kön. En annan undersökning som Göteborgs-Posten gjorde bland 133 präster i Göteborg 2009 visade att en femtedel inte kunde tänka sig att viga par av samma kön. Enligt en undersökning gjord 2008 ansåg 71 procent av svenskarna att enkönat äktenskap borde vara tillåtet.

### Kyrkans försvagade ställning
Från att anslutningsgraden i början av 1970-talet låg på cirka 95% av Sveriges befolkning, ligger den idag - 2024 - på 51,4%.  Konfirmationsstatistiken inom Svenska kyrkan visar att 21,5 procent av alla 15-åringar konfirmerade sig år 2024. Detta är en kraftig minskning från 51 procent av 15-åringarna 1995 och hela 80 procent år 1970. Sedan millennieskiftet har också antalet dop minskat stadigt, en utveckling som tog ytterligare fart då covid19-pandemin bröt ut. Kyrkostatistiken visar att dopen under 2020 minskade med 32 % jämfört med året innan. Antalet födda som döptes i kyrkan var då nere på 27,5 %. Sedan dess har antalet ökat, till 35% år 2024.      